# Château de Turgy
Le château de Turgy est un château situé à Turgy, en France.

## Description
Le château de Turgy, qui n'est pas un château mais un relais de chasse, date du XVIIe siècle.
Il est à  la procession de la commune depuis les années 1990.
Non classé aux MH ni dans aucun inventaire et fortement éprouvé par le temps, la commune ne peut engager les travaux de restauration nécessaires et est, de ce fait, inhabitable et abandonné. 
Le château est situé sur les hauteurs de la commune de Turgy, dans le département français de l'Aube.